# Il figlio perduto (film)
Il figlio perduto (The Lost Son) è un film del 1998 diretto da Chris Menges.

## Trama
Un investigatore privato francese, il detective Lombard, è sulle tracce del figlio adulto scomparso di un ricco uomo inglese. Nella sua ricerca, l'investigatore scopre una cassetta dal titolo The Sleeping Beauty dentro casa dell'uomo scomparso. Tuttavia il contenuto di quest'ultima è tutt'altro che fiabesco: essa è infatti un video pornografico, nel quale appare il primo piano di un bambino. Da questo primo indizio, la ricerca continua, e grazie all'aiuto della sua più fedele amica -una prostituta d'alto bordo- finalmente l'investigatore risale ad un'organizzazione criminale specializzata nella tratta di bambini.
Nel tentativo di fare luce sul suo caso, e possibilmente anche sciogliere la rete criminale, il detective Lombard telefona a quest'ultima spacciandosi per un nuovo cliente. Fissato l'incontro, pagata la salatissima quota a spese della sua amica prostituta, e scelto il bambino fra il catalogo di foto, Lombard viene bendato e portato in un Hotel di periferia.
Alla vista del bambino scelto nella camera d'albergo insonorizzata, Lombard prima si assicura della sua incolumità, poi impugna la pistola e passa all'azione, alla ricerca disperata di risposte al suo caso, e spinto da un'irrefrenabile sete di giustizia.

## Distribuzione
Il lungometraggio fu distribuito nel 1999 con il divieto di visione per i minori di anni 14.